# Whitchurch-on-Thames
Whitchurch-on-Thames is een civil parish in het bestuurlijke gebied South Oxfordshire, in het Engelse graafschap Oxfordshire met 824 inwoners.